# Ro-62
Ro-62 — підводний човен Імперського флоту Японії, який взяв участь у Другій світовій війні. 
Корабель, який спорудили у 1924 році на корабельні компанії Mitsubishi у Кобе, належав до підтипу L4 (він же тип Ro-60) типу L. 
Станом на момент вступу Японії у Другу світову війну Ro-62 належав до 26-ї дивізії підводних човнів Четвертого флоту, який відповідав за операції в Океанії. Як наслідок, корабель перебував на атолі Кваджелейн на Маршаллових островах (до середини 1942-го японські підводні сили активно використовували цю передову базу).
11 грудня 1941-го японський загін, що мав захопити острів Вейк (вісім сотень кілометрів на північ від Маршаллових островів), неочікувано зазнав поразки. У межах підготовки до другої спроби японці додатково залучили великі сили, зокрема 14 грудня з Кваджелейну до Вейку вийшов Ro-62, туди ж попрямували й інші субмарини Четвертого флоту. 17 грудня в районі за кілька десятків кілометрів на південний захід від Вейку Ro-62 провадив зарядку батарей і в умовах обмеженої видимості таранив японський же підводний човен Ro-66. Останній затонув, загинули всі члени його екіпажу, крім одного. 23 грудня японське угруповання захопило Вейк з другої спроби, а 28 числа Ro-62 повернувся на Кваджелейн.
1 лютого 1942-го літаки з американського авіаносця USS Enterprise здійснили атаку на атоли Вотьє та Кваджалейн, при цьому на останньому був потоплений транспорт та пошкоджені кілька кораблів. Після цього Ro-62 та ще 8 підводних човнів дістали наказ вийти на перехоплення ворожого авіаносця, що, втім, не привело до якогось результату.
9 березня 1942-го Ro-62 прибув на атол Трук у центральній частині Каролінських островів, де  ще до війни облаштували головну базу японського ВМФ у Океанії, а 19—30 березня пройшов звідси до Сасебо (обернене до Східнокитайського моря узбережжя Кюсю). В Японії підводний човен провів два місяці, після чого 31 травня – 10 червня повернувся на Трук. Втім, вже 27 червня Ro-62 вирушив назад до метрополії. 5 липня він прибув до Йокосуки, а за кілька діб після цього 26-ту дивізію перевели до П’ятого флоту, відповідального за операції у північній зоні (Хоккайдо, Курильські та Алеутські острови).
24—30 липня 1942-го Ro-62 пройшов з Йокосуки до Парамуширу (Курильські острови), звідки рушив на схід та 5 серпня прибув до Киски – одного з двох островів на заході Алеутського архіпелагу, захоплених японцями на початку червня в межах мідвейсько-алеутської операції. До середини жовтня корабель базувався на Киску, при цьому він чотири рази виходив для патрулювання біля цього острова або біля острова Адак (перший раз метою виходу був пошук американських кораблів, які 7 серпня обстріляли Киску). 18 жовтня – 5 листопада Ro-62 пройшов через Парамушир та Омінато (важлива база ВМФ на північному завершенні острова Хонсю) до Йокосуки, а невдовзі опинився у Куре.
До самої капітуляції Японії Ro-62 більше не виходив у бойові походи, при цьому з 1 грудня 1943-го він належав до 33-ї дивізії підводних човнів, з 10 жовтня 1944-го входив до ескадри підводних човнів Куре (виконувала функції навчальної), а 12 квітня 1945-го повернувся до 33-ї дивізії та використовувався у школі підводного плавання в Отаке (поблизу Хіросіми).
Оголошення про капітуляцію Японії підводний човен застав у Майдзуру. В листопаді 1945-го його виключили зі списків ВМФ, а в травні 1946-го затопили у Внутрішньому Японському морі.